# Xylophanes meridanus
Xylophanes meridanus är en fjärilsart som beskrevs av Rothschild och Jordan 1910. Xylophanes meridanus ingår i släktet Xylophanes och familjen svärmare. Inga underarter finns listade i Catalogue of Life.